# Бисьер, Роже
Роже Бисьер (фр. Roger Bissière; 22 сентября 1886, Вильреаль, Ло и Гаронна, Франция — 2 декабря 1964, Буасьерет, Ло, Франция) — французский живописец, принадлежавший к нефигуративному направлению Парижской школы (лирическая абстракция).

## Биография и творчество
Сын нотариуса. С 1898 года учился в лицее-интернате города Каор, с 1902-го — в лицее Мишеля Монтеня в Бордо, куда переехал работать отец. С 1903 года начал заниматься живописью. В 1904—1905 годах работал в Алжире, помогал художнику-ориенталисту Жоржу-Антуану Рошгроссу. С 1905 года, после возвращения во Францию, посещал Школу изобразительных искусств в Бордо, затем в Париже, где был учеником Габриэля Феррье. Побывал в Риме и Лондоне. Писал эссе о живописи для различных газет. С 1914 года участвовал в коллективных выставках в Салоне Независимых, Осеннем салоне, сблизился с Андре Лотом, Жоржем Браком, Хуаном Грисом. В этот период испытал воздействие кубизма. В 1920 году опубликовал монографию о Браке, статьи о Цадкине, Сёра, Энгре, Коро. В 1921 году в парижской галерее Поля Розенберга состоялась его первая персональная выставка. С 1923 года преподавал живопись и рисунок в академии Рансона, в 1934-м открыл в ней мастерскую фресковой живописи, которую посещали Альфред Манесье, Вера Пагава и другие. Испытал влияние Пауля Клее.
Принимал участие в оформлении Парижской международной выставки 1937 года. Участвовал в коллективных выставках группы «Свидетельство». С 1939 поселился в Буасьерет (фр.), где унаследовал от своей матери небольшой старый дом. Затворником прожил здесь годы войны. С 1944 года снова участвовал в выставках. Занимался гобеленным искусством. В 1950 году был оперирован по поводу глаукомы обоих глаз. С 1951 года регулярно выставлялся в парижской галерее Жанны Бюше. Иллюстрировал Франциска Ассизского (1954). Участвовал в биеннале в Сан-Паулу (1955), первых трёх кассельских documenta. Занимался витражным искусством в церквях Швейцарии и Франции, в частности, разработал витражи для Мецского собора.
Сын — Марк-Антуан Бисьер (1926-2012), художник, известен под псевдонимом Louttre.B (фр.).

## Признание
Большая Национальная художественная премия (1952). Почётная премия Венецианской биеннале.
В 1990 почта Франции выпустила в честь Бисьера марку с репродукцией его картины «Жёлтое и серое» (5 фр). В том же году вышел документальный фильм Поля и Анни Павлович «Роже Бисьер, взгляд из самого сердца».
Rue Roger Bissière в Париже названа именем художника.

## Подделки
В период с 1985 по 1995 год британский художник, фальсификатор произведений искусства Джон Майатт создал несколько поддельных картин Рожера Бисьера для Джона Дрю, продавца подделок картин известных мастеров. Их преступление было названо «крупнейшей аферой в сфере искусств XX века».

## Эссе о живописи
- T’en fais pas la Marie-- : écrits sur la peinture, 1945—1964/ Baptiste-Marrey, ed. Cognac: Le Temps qu’il fait, 1994